# 57-ма паралель південної широти
57-ма паралель південної широти — лінія широти, що лежить на 57 градусів південніше земної екваторіальної площини. Паралель не перетинає жодну ділянку суходолу і повністю проходить через Світовий океан.
На цій широті під час літнього сонцестояння сонце видно 17 годин 53 хвилини, а під час зимового сонцестояння — 6 годин 43 хвилин. 21 грудня максимальна висота Сонця становить 56,44°, а 21 червня — 9,56°. В день літнього сонцестояння та протягом всього грудня вночі спостерігаються навігаційні сутінки. В жовтні кожного дня можна спостерігати як астрономічний світанок, так і астрономічні сутінки.

## Список географічних об'єктів, що перетинає 57° пд. ш.
Починаючи з Гринвіцького меридіану та рухаючись на схід, 57-ма паралель південної широти проходить через:
| Координати                                                    | Океан             | Примітки |
| ------------------------------------------------------------- | ----------------- | --- |
| 57°0′ пд. ш. 0°0′ сх. д. / 57.000° пд. ш. 0.000° сх. д.       | Атлантичний океан | |
| 57°0′ пд. ш. 20°0′ сх. д. / 57.000° пд. ш. 20.000° сх. д.     | Індійський океан  | |
| 57°0′ пд. ш. 147°0′ сх. д. / 57.000° пд. ш. 147.000° сх. д.   | Тихий океан       | Протока Дрейка — проходить між Південною Америкою та Антарктичним півостровом                                                           |
| 57°0′ пд. ш. 67°16′ зх. д. / 57.000° пд. ш. 67.267° зх. д.[2] | Атлантичний океан | Море Скоша — проходить між островами Віндікейшн[en] та Кендлмас, Південна Джорджія та Південні Сандвічеві Острови (претендує Аргентина) |